# Liste der Baudenkmale in Friedrichsruhe
In der Liste der Baudenkmale in Friedrichsruhe sind alle Baudenkmale der Gemeinde Friedrichsruhe (Landkreis Ludwigslust-Parchim) und ihrer Ortsteile aufgelistet (Stand: Januar 2021).

## Friedrichsruhe
| ID | Lage                 | Bezeichnung            | Beschreibung | Bild                   |
| -- | -------------------- | ---------------------- | ------------ | ---------------------- |
|    | B 321                | Todesmarschgedenkstein |              | Todesmarschgedenkstein |
|    | Dorfstraße 9 (Karte) | Büdnerei               |              |                        |
|    | Dorfstraße           | Anger mit Lindenreihen |              |                        |

## Frauenmark
| ID | Lage                        | Bezeichnung                   | Beschreibung | Bild   |
| -- | --------------------------- | ----------------------------- | --- | ------ |
|    | Am Schloss 9 (Karte)        | Gutshaus                      | |        |
|    | Am Schloss 7 und 7a (Karte) | U-förmiges Wirtschaftsgebäude | |        |
|    | Am Feierabendheim           | Feldsteinstall                | |        |
|    | Dorfstraße 23 (Karte)       | Pfarrhaus und Scheune         | |        |
|    | (Karte)                     | Kirche                        | Die evangelische Kirche wurde in der zweiten Hälfte des 13. Jahrhunderts erbaut. Es ist ein spätromanischer Feldsteinbau. Im Inneren befindet sich ein Flügelretabel aus der Zeit Ende des 15. Jahrhunderts. Im Chor befindet sich eine Grabplatte aus dem Jahr 1746. | Kirche |

## Goldenbow
| ID | Lage                    | Bezeichnung                          | Beschreibung                                                                        | Bild                                 |
| -- | ----------------------- | ------------------------------------ | ----------------------------------------------------------------------------------- | ------------------------------------ |
|    | Lindenstraße 5 (Karte)  | Büdnerei                             | Der Bauherr war Christian Rohde, ca. 1860/1870. Es ist die älteste Büdnerei im Dorf |                                      |
|    | Lindenstraße 29 (Karte) | Wohnhaus, Stallscheune               | Es ist die ehemals Pagenkopp’sche Bäckerei.                                         |                                      |
|    | Lindenstraße            | Kriegerdenkmal 1914/18               |                                                                                     | Kriegerdenkmal 1914/18               |
|    | (Karte)                 | Windmühle, Holländergaleriewindmühle |                                                                                     | Windmühle, Holländergaleriewindmühle |

## Neu Ruthenbeck
| ID | Lage                                | Bezeichnung            | Beschreibung | Bild                   |
| -- | ----------------------------------- | ---------------------- | ------------ | ---------------------- |
|    | B 321                               | Todesmarschgedenkstein |              | Todesmarschgedenkstein |
|    | B 321, (gegenüber Crivitzer Straße) | Todesmarschgedenkstein |              |                        |

## Ruthenbeck
| ID | Lage                                | Bezeichnung               | Beschreibung | Bild   |
| -- | ----------------------------------- | ------------------------- | --- | ------ |
|    | Am Schulplatz (Karte)               | Kirche                    | Die evangelische Kirche wurde im 15. Jahrhundert erbaut. Der Glockenstuhl stammt wahrscheinlich aus dem 19. Jahrhundert. Im Inneren befindet sich ein Holzkruzifix aus dem 14. Jahrhundert. | Kirche |
|    | Am Schulplatz 3 (Karte)             | Schule, ehem.             | |        |
|    | Bahnhofsstraße 3 (Karte)            | Bahnhof mit Nebengebäuden | |        |
|    | Schmiedestraße/Lange Straße (Karte) | Kriegerdenkmal 1914/18    | |        |

## Ehemalige Denkmale

### Ruthenbeck
| ID | Lage                    | Bezeichnung | Beschreibung | Bild |
| -- | ----------------------- | ----------- | ------------ | ---- |
|    | Teichstraße 6/7 (Karte) | Gutshaus    |              |      |